# Real Audiencia di Panama

Simbolo araldico della città di Panama

Audienze Reali del Vicereame del Perù, verso il 1650:
1) Real Audiencia de Panamá
2) Real Audiencia de Santa Fe de Bogotá
3) Real Audiencia de Quito
4) Real Audiencia de Lima
5) Real Audiencia de Charcas
6) Real Audiencia de Chile.

La Real Audiencia de Panamá (in italiano Reale Audiencia di Panama,), conosciuta anche come Audiencia y Cancillería Real de Panamá en Tierrafirme è stata una Real Audiencia della Corona spagnola creata per mezzo di una reale cédula datata 26 febbraio 1538 dall'imperatore Carlo V e definitivamente soppressa nel 1752.
È stata la terza audiencia istituita in America all'inizio del 1539, e nel suo territorio giurisdizionale iniziale erano incluse le province di Tierra Firme - Veragua Real, il Ducato di Veragua, Castilla de Oro e la Provincia de Nueva Andalucía y Urabá con il governatorato di Cartagena e il governatorato di Santa Marta - e tutti i territori che andavano dallo Stretto di Magellano al Golfo di Fonseca in America Centrale, comprendendo il Governatorato del Río de la Plata, Governatorato del Tucumán, Capitaneria Generale del Cile, Vicereame del Perù, Governatorato di Quito, del Nuovo Regno di Granada e del Governatorato di Nicaragua.
Tale giurisdizione rimase in vigore fino al 1543, anno in cui fu definitivamente istituita la Audiencia Reale di Lima, creata per mezzo di una reale cédula del 1542, che sostituì quella di Panama per la maggior parte dell'America del Sud, fino a quando nel 1564 venne nominato il primo presidente-governatore della Audiencia Reale di Bogotà, creata dall'imperatore nel 1549 e istituita e guidata da uditori dal 1550, e il primo presidente-governatore della Audiencia Reale di Quito, creata dal sovrano spagnolo nel 1563.